# Chumar Leb
Chumar Leb Dzong, Chinees: Qumarlêb Xian is een arrondissement in de Tibetaanse autonome prefectuur Yushu in de provincie Qinghai in China. De hoofdstad is Yoigitang.
In 1999 telde het 21.272 inwoners. De gemiddelde hoogte is ongeveer 4500 meter, de gemiddelde jaarlijkse temperatuur is -3,3 °C en jaarlijks valt er gemiddeld tussen de 380 en 470 mm neerslag. Ongeveer 98% van de bevolking is Tibetaans.